# Şəmkir su anbarı
Şəmkir su anbarı är en reservoar i Azerbajdzjan.  Den ligger i distriktet Şəmkir Rayonu, i den västra delen av landet, 300 km väster om huvudstaden Baku. Şəmkir su anbarı ligger 145 meter över havet. Arean är 72 kvadratkilometer. Den sträcker sig 10,6 kilometer i nord-sydlig riktning, och 24,1 kilometer i öst-västlig riktning.
Trakten runt Şəmkir su anbarı består i huvudsak av gräsmarker. Runt Şəmkir su anbarı är det ganska tätbefolkat, med 108 invånare per kvadratkilometer.